# Neoamerioppia flagelliapex
Neoamerioppia flagelliapex är en kvalsterart som beskrevs av Ohkubo och Aoki 1995. Neoamerioppia flagelliapex ingår i släktet Neoamerioppia och familjen Oppiidae. Inga underarter finns listade i Catalogue of Life.